# Пйотрув (Ґостинінський повіт)
Пйотрув (пол. Piotrów) — село в Польщі, у гміні Гостинін Ґостинінського повіту Мазовецького воєводства.
У 1975-1998 роках село належало до Плоцького воєводства.